# Polom, Vladičin Han
Polom (izvirno srbsko Полом) je naselje v Srbiji, ki upravno spada pod Občino Vladičin Han; slednja pa je del Pčinjskega upravnega okraja.

## Demografija
V naselju živi 353 polnoletnih prebivalcev, pri čemer je njihova povprečna starost 41,2 let (40,8 pri moških in 41,5 pri ženskah). Naselje ima 121 gospodinjstev, pri čemer je povprečno število članov na gospodinjstvo 3,64.
To naselje je, glede na rezultate popisa iz leta 2002, večinoma srbsko, a v času zadnjih 3 popisov je opazen porast števila prebivalcev.
|  |

| Demografija | Demografija     | Demografija     |
| Leto        | Št. prebivalcev | Št. prebivalcev |
| ----------- | --------------- | --------------- |
|             |                 |                 |
|             |                 |                 |
|             |                 |                 |
|             |                 |                 |
| 1948        | 557             |                 |
| 1953        | 574             |                 |
| 1961        | 584             |                 |
| 1971        | 571             |                 |
| 1981        | 390             |                 |
| 1991        | 424             | 424             |
| 2002        | 444             | 440             |
|             |                 |                 |

| Etnična sestava po popisu iz leta 2002 | Etnična sestava po popisu iz leta 2002 | Etnična sestava po popisu iz leta 2002 | Etnična sestava po popisu iz leta 2002 | Etnična sestava po popisu iz leta 2002 |
| -------------------------------------- | -------------------------------------- | -------------------------------------- | -------------------------------------- | -------------------------------------- |
| Srbi                                   | Srbi                                   |                                        | 436                                    | 99,09%                                 |
| Makedonci                              | Makedonci                              |                                        | 1                                      | 0,22%                                  |
| Bolgari                                | Bolgari                                |                                        | 1                                      | 0,22%                                  |
| Jugoslovani                            | Jugoslovani                            |                                        | 1                                      | 0,22%                                  |
| Neznano                                | Neznano                                |                                        | 0                                      | 0,0%                                   |